# آلفیو میساگی
آلفیو میساگی (ایتالیایی: Alfio Misaggi؛ زادهٔ ۷ فوریهٔ ۱۹۵۹) بازیکن واترپلو اهل ایتالیا بود. وی در بازی‌های المپیک تابستانی ۱۹۸۰، ۱۹۸۴ و ۱۹۸۸ شرکت کرده‌است.